# Artemisia schmidtiana
Artemisia schmidtiana, tên thông thường ngải sa tanh, là một loài thực vật có hoa trong họ Cúc. Loài này được Maxim. mô tả khoa học đầu tiên năm 1872.